# Iris (canción)
«Iris» es una canción de la banda estadounidense Goo Goo Dolls. Originalmente compuesta para la banda sonora de la película de City of Angels (1998), fue posteriormente incluida en el sexto álbum de la banda Dizzy up the girl, publicado el mismo año. Iris ha contribuido notablemente en el éxito de la agrupación, siendo el sencillo número uno con mayor duración en la lista del Billboard Hot 100 Airplay (Radio Songs), con 18 semanas. Es considerado por muchos como la canción más conocida de la banda.

## Composición
La composición melódica de la canción está guiada por sonidos de guitarra, bajo, mandolina, violines y violonchelos, con una base sostenida de batería.

## Lista de canciones
CD1
1. «Iris» (Edit) – 4:49
2. «Lazy Eye» – 3:45
3. «I Don't Want To Know» – 3:37

CD2
1. «Iris» – 4:51
2. «Slide» – 3:34
3. «Iris» (versión acústica) – 3:26
4. «Slide» (versión acústica) – 3:15

## Posicionamiento en listas y certificaciones
| Listas (1998)                                             | Mejor posición |
| --------------------------------------------------------- | -------------- |
| Australia (ARIA)                                          | 1              |
| Canadá (RPM Top Singles)                                  | 1              |
| Italia (FIMI)                                             | 1              |
| Nueva Zelanda (Recorded Music NZ)                         | 16             |
| Suecia (Sverigetopplistan)                                | 34             |
| Reino Unido (The Official Charts Company)                 | 50             |
| Estados Unidos (Billboard Hot 100)                        | 9              |
| Estados Unidos (Hot 100 Airplay)                          | 1              |
| Estados Unidos (Top 40 Mainstream)                        | 1              |
| Estados Unidos (Modern Rock Tracks)                       | 1              |
| Estados Unidos (Mainstream Rock Tracks)                   | 8              |
| Listas (1999)                                             | Mejor posición |
| Bélgica (Flandes) (Ultratop 50)                           | 3              |
| Irlanda (IRMA)                                            | 5              |
| Países Bajos (Dutch Top 40)                               | 8              |
| Reino Unido (The Official Charts Company) (relanzamiento) | 26             |
| Listas (2006)                                             | Mejor posición |
| Noruega (VG-lista)                                        | 19             |
| Reino Unido (The Official Charts Company)                 | 39             |
| Listas (2011)                                             | Mejor posición |
| Irlanda (IRMA)                                            | 18             |
| Reino Unido (The Official Charts Company)                 | 3              |
| Listas (2013)                                             | Mejor posición |
| Reino Unido (The Official Charts Company)                 | 7              |

| País           | Organismo certificador | Certificación    | Ref.   |
| -------------- | ---------------------- | ---------------- | ------ |
| Australia      | ARIA                   | Disco de Platino | [ 14 ] |
| Estados Unidos | RIAA                   | Disco de Platino | [ 15 ] |

### Sucesión en listas
| Anterior: «Closing Time» de Semisonic                                      | Modern Rock Tracks — Sencillo número uno 4 de julio de 1998 — 1 de agosto de 1998                                                          | Siguiente: «Inside Out» de Eve 6                                          |
| Anterior: «Torn» de Natalie Imbruglia «The Boy Is Mine» de Brandy & Mónica | RPM Top Singles — Sencillo número uno 13 de julio de 1998 — 10 de agosto de 1998 24 de agosto de 1998 — 7 de septiembre de 1998            | Siguiente: «The Boy Is Mine» de Brandy & Mónica «Crush» de Jennifer Paige |
| Anterior: «María» de Ricky Martin                                          | ARIA Singles Chart — Sencillo número uno 2 de agosto de 1998 — 6 de septiembre de 1998                                                     | Siguiente: «High» de Lighthouse Family                                    |
| Anterior: «I Don't Want to Miss a Thing» de Aerosmith «Believe» de Cher    | Italian Singles Chart — Sencillo número uno 21 de noviembre de 1998 — 12 de diciembre de 1998 26 de diciembre de 1998 — 2 de enero de 1999 | Siguiente: «Believe» de Cher                                              |

## Versiones y apariciones en medios
- Avril Lavigne interpretó la canción en el escenario de los Premios Fashion Rocks Awards con Goo Goo Dolls cantante Johnny Rzeznik. Fue la elección del primer baile de la boda 2006 con Sum 41 del cantante Deryck Whibley.
- Taylor Swift interpretó la canción en el escenario con Goo Goo Dolls cantante Johnny Rzeznik en concierto.
- Ronan Keating lanzó una versión de la canción en 2005.
- Se ha presentado recientemente en el reality show Rock Star: Supernova, interpretado por Ryan Star.
- New Found Glory también grabó la canción para su álbum, From the Screen to Your Stereo Part II
- Jade Gallagher versión de la canción en su álbum Maybe This, lanzado en 2007.
- Paula Fernandes versión de la canción en su álbum, Dust In the Wind lanzado en 2007.
- Finley recientemente versión de la canción en su álbum Adrenalina 2, lanzado en 2008.
- Boyce Avenue lanzó una versión de la canción en 2008 e hizo un remake del mismo en 2018.
- La banda de Pakistán Jal ha grabado una versión de la canción y publicado en su página web
- "Iris", también fue versión por Boyz II Men en su álbum de 2009 Love
- La banda de post-hardcore chileno Made to be Broken hicieron la versión esta canción en 2007, a pesar de que se registró con el CD demo, The Collapse Of All Dreams: Worst Endings Ever no parece. Además, el nombre de la banda se refiere a la letra de la canción.
- En Chile, La canción fue las bandas sonoras de la teleseries de TVN Separados y Canal 13 Las Vega's.
- La banda post-hardcore Sleeping With Sirens realizó una versión el cual fue subido al canal de Youtube del vocalista principal.
- Bjonr feat. Tom Bailey representan una versión electrónica pop cover de Iris con el nombre de "Broken" (2016).
- La cantante solista Diamante hizo un cover de la canción en agosto de 2020 junto a Ben Burnley, vocalista de Breaking Benjamin.